# Улитка и кит
«Улитка и кит» (англ. The Snail and the Whale) — английская детская книга писательницы Джулии Дональдсон с иллюстрациями Акселя Шеффлера. Опубликована в 2003 году, впоследствии переведена на несколько иностранных языков.
В России книга вышла в 2006 году в переводе Марины Бородицкой, в серии «Машинки творения» издательства «Машины творения».

## История
По словам Дональдсон, исходной идеей книги было противопоставление большого и маленького персонажей: «Мне нужен был кто-то очень большой — и маленький персонаж должен был прийти и помочь большому».
При этом сам текст стихотворения родился из похожих по звучанию слов, одним из которых было snail ‘улитка’:
Как-то давным-давно я делала кое-какую работу для одного образовательного издательства. И мне нужно было придумать историю про дифтонг «эй» — и я думала о словах с «эй»: snail, paint, trail, sail, hate. Ну и вот так я додумалась до улитки — «снэйл», которая могла бы рисовать — «пэйнт» — И «лив зе трэйл» — «оставлять след».
Дональдсон называет книгу одной из наиболее любимых своих произведений, поскольку по особенностям стиха она близка к творчеству Эдварда Лира, которого она любила в детстве. Влияние Лира чувствуется и в сюжете «Улитки» — в частности, это касается возвращения улитки и кита, которое напоминает возвращение героев стихотворения Лира «Синерукие Джамбли».

## Сюжет
На берегу моря, на большой скале жила улитка. Видя рядом в порту отплывающие в дальние страны корабли, она всегда хотела и сама отправиться в путешествие и посмотреть на мир. У подруг-улиток она понимания не находила, они советовали ей сидеть на месте. Тем не менее, улитка написала на скале призыв взять её с собой в кругосветное плавание. Вскоре в порт заплыл огромный кит, который увидел надпись улитки и предложил её плыть с ним в дальние края. На хвосте кита улитка путешествовала по всему миру, видела айсберги и вулканы, побывала на морском дне и пережила шторм.
Однажды кит слишком приблизился к берегу и во время отлива остался на суше, не в силах сдвинуться с места. Чтобы спасти кита, улитка поползла в школу, где на доске написала: «Спасите кита!» Школьники увидели надпись и позвали пожарных, которые вырыли для кита бассейн и поливали его водой в ожидании прилива. Затем кит и улитка уплыли назад.
Приплыв домой, улитка и кит рассказали о своих приключениях. Подруги улитки тоже захотели отправиться в плавание, и всех их кит посадил себе на хвост и взял с собой в следующее путешествие.

## Награды
- 2004 — Early Years Award — лучшая книга для дошкольников
- 2005 —  Blue Peter Book Award — лучшая книга для чтения вслух
- 2007 —  Giverny Book Award — лучшая научно-значимая книжка с картинками[4]

## Дополнительные факты
- В сцене, где школьники бегут спасать кита, на земле виден рисунок Груффало, сделанный одним и мальчиков.
- «Улитку и кита» назвал в 2007 году первой в списке своих любимых книг британский премьер-министр Гордон Браун[5].